# Songs For A Child: A Tribute To Pier Paolo Pasolini
Songs For A Child: A Tribute To Pier Paolo Pasolini è un album raccolta pubblicato da Rustblade nel 2009.

## Il disco
L'album è un tributo a Pier Paolo Pasolini, prodotto in edizione limitata (696 copie) con veste grafica realizzata da Saturno Buttò.

## Tracce
1. Coil – Ostia (The Death Of Pasolini) – 6:25
2. Bahntier – Childawn – 5:42
3. Spiritual Front – My Erotic Sacrifice – 3:20
4. Ah Cama-Sotz – Les Mille Et Une Nuits – 4:06
5. Alio Die – Splendido Struggente – 3:12
6. Teatro Satanico – Ppppetrolio – 4:22 (testo: Kalamun, Pier Paolo Pasolini – musica: Devis Granziera)
7. In Slaughter Natives – Never Closed My Eyes – 4:08 (musica: Jouni Havukainen)
8. Condanna – Sotto Un Cielo Di Fango E Sangue – 4:03
9. Black Sun Productions – Supplica – 7:16
10. Nueva Germania – Dresden (At4 Version) – 4:43
11. The Frozen Autumn – Citywards (Instrumental) – 5:14
12. Sandblasting – Memories – 4:49
13. Wertham – 30.09.1949 – 4:04
14. Catholic Boys In Heavy Leather – The Spirit Of Love – 5:04 (musica: Roger Baumer, Joke Lanz)